# Movimento per la Riforma Europea
Il Movimento per la Riforma Europea (MER) è stata un'alleanza europea tra partiti politici nazionali di centro-destra, conservatori, liberali e euroscettici. È stato fondato il 13 luglio 2006 e si è dissolto il 22 giugno 2009 confluendo nel Gruppo dei Conservatori e dei Riformisti Europei al Parlamento Europeo, nato in quello stesso giorno e di cui è stato il precursore.

## Storia
Il MER è stato fondato nel 2006 dai Conservatori Britannici e dai Conservatori cechi con la funzione di preparare un nuovo gruppo parlamentare europeo da crearsi dopo le elezioni europee del 2009; nel mentre i due partiti fondatori sarebbero rimasti nel gruppo PPE-DE, e precisamente nel sottogruppo dei Democratici Europei insieme all'italiano Partito Pensionati.
Già prime delle elezioni europee 2009 il leader del Partito Conservatore inglese Cameron aveva anticipato che dopo le elezioni il suo partito sarebbe uscito del gruppo popolare e avrebbe creato un nuovo gruppo anti-federalista. A seguito delle elezioni infatti nasce il Gruppo dei Conservatori e dei Riformisti Europei, composto da partiti di centro-destra, conservatori e euroscettici fuoriusciti dai gruppi PPE-DE e UEN.

## Ideologia
I partiti del movimento sono partiti conservatori, per il libero mercato ed mediamente euroscettici: non sono contrari all'Unione Europea, ma contrari a qualsiasi idea federalista. Sono più euroscettici dei popolari, dei socialisti e dei liberali, ma meno rispetto ai gruppo eurocritici, come l'EFD.

## Aderenti
- Regno Unito: Partito Conservatore
- Rep. Ceca: Partito Democratico Civico